# Morafeno (Arivonimamo)
Pour les articles homonymes, voir Morafeno.
Morafeno est une commune urbaine malgache, située dans la partie centrale de la région d'Itasy.

## Économie
Environ 98 % de la population se compose de cultivateurs et d'éleveurs, tandis que seulement 2 % de la population exerce des fonctions de fonctionnaires. Il est vrai que la majorité des habitants sont des cultivateurs, cependant, la production locale de riz reste souvent insuffisante, ce qui limite la croissance de la population en raison des pénuries alimentaires..